# Bohemund VI. (Antiochia)

Wappen Bohemunds VI. bis 1252

Wappen Bohemunds VI. ab 1252

Bohemund VI. von Antiochia, genannt der Schöne (* 1237; † 1275) war Fürst von Antiochia und als Bohemund III. Graf von Tripolis. Er war der Sohn von Bohemund V. von Antiochia und dessen Ehefrau Lucienne de Cacammo-Segni, einer Nichte von Papst Innozenz III.
Beim Tod seines Vaters im Januar 1252 war Bohemund VI. nicht älter als sechzehn Jahre und sollte zunächst unter der Vormundschaft seiner Mutter stehen. Allerdings reiste er mit ihr noch im selben Jahr nach Jaffa, wo gerade König Ludwig IX. von Frankreich nach dem gescheiterten sechsten Kreuzzug weilte und die faktische Herrschaft im Königreich Jerusalem ausführte. Von Ludwig IX. erhielt Bohemund im Dezember 1252 die Schwertleite und das Recht, dessen Lilienhermelin in sein Wappen aufzunehmen. Außerdem wurde er für mündig erklärt, worauf er die Regierung in Antiochia von seiner Mutter übernehmen konnte.
1254 heiratete Bohemund während des Waffenstillstands, den ihm Ludwig IX. vermittelt hatte, Sibylle von Kleinarmenien, eine Tochter von König Hethum I., womit der Streit zwischen den beiden Staaten beendet wurde, den sein Großvater Bohemund IV. losgetreten hatte. Da Antiochia nun de facto von Kleinarmenien regiert wurde, zog sich Bohemund in seine zweite Residenz Tripolis zurück.
1256 begann der Krieg von St. Sabas, im Zuge dessen einer seiner Lehnsleute, der Herr von Gibelet, offen gegen die Lehnshoheit des Grafen rebellierte und sich mit Unterstützung Genuas eine relative Unabhängigkeit erkämpfte. Der Konflikt konnte erst von Bohemunds Sohn und Nachfolger 1282 beendet werden, der Gibelet eroberte und den dortigen Herren tötete.
Der Waffenstillstand mit Armenien wurde angesichts des Kriegs zwischen den Mongolen und den Mameluken bald beiseitegeschoben. Die Mongolen wurden 1260 in der Schlacht bei ʿAin Dschālūt geschlagen, woraufhin der Mamelukensultan Baibars begann, Antiochia zu bedrohen, das (als armenischer Vasall) die Mongolen unterstützt hatte. Durch die Eroberung Antiochias durch Baibars im Jahr 1268 verlor Bohemund das Fürstentum, führte aber den Titel eines Fürsten von Antiochia weiter. Bohemund VI. verlor weiter an Einfluss und Macht, Nordsyrien ging ebenfalls verloren, so dass sich sein Herrschaftsgebiet zum Schluss auf die Stadt Tripolis und deren unmittelbare Umgebung beschränkte.
Mit Sibylle von Kleinarmenien hatte er vier Kinder:
- Isabella († jung);
- Bohemund (* um 1260; † 1287), ab 1275 als Bohemund IV., Graf von Tripolis und als Bohemund VII. Titularfürst von Antiochia;
- Lucia († vor 1299), ab 1287 Gräfin von Tripolis, Titularfürstin von Antiochia;
- Maria († vor 1280), ⚭ 1278 Nicolas von Saint-Omer († 1294), Herr von Theben, Bailli von Morea.